# Джонні Ґрінвуд
Джонатан Річард Ґай Ґрінвуд (англ. Jonathan Richard Guy Greenwood; нар. 5 листопада 1971 року, Оксфорд, Велика Британія) — англійський музикант і композитор. Він є головним гітаристом і клавішником альтернативного рок-гурту Radiohead, також Джонні написав музику до багатьох фільмів. За версією видання Rolling Stone, був названий одним із найкращих гітаристів усіх часів.
Разом зі своїм старшим братом, басистом Коліном, Ґрінвуд навчався в Абінгдонській школі поблизу Оксфорда, де він і створив Radiohead. Він кинув навчання музичної освіти, коли група підписала контракт з Parlophone. Їхній дебютний сингл «Creep» (1992) вирізнявся агресивною гітарною грою Ґрінвуда. Відтоді Radiohead отримали визнання критиків і продали понад 30 мільйонів альбомів. Разом з іншими учасниками Radiohead, Ґрінвуд був включений до Зали слави рок-н-ролу у 2019 році.
Ґрінвуд використовує численні музичні інструменти та є одним із найвідоміших музикантів, хто грає на Хвилях Мартено. Він використовує такі електронні методи, як програмування, семплування та зациклення, а також пише музичне програмне забезпечення, яке використовується у гурті Radiohead. Джонні описував свою роль аранжувальника, який допомагав перетворювати демо-записи Тома Йорка на готові пісні. Альбоми Radiohead включають аранжування Ґрінвуда для струнних і духових інструментів; також він писав для оркестрів, включаючи Лондонський сучасний оркестр та Концертний оркестр BBC. 2021 року Ґрінвуд дебютував у новому гурті The Smile з Йорком і барабанщиком Томом Скіннером.
Перша сольна робота Ґрінвуда, саундтрек до фільму Bodysong, вийшла 2003 року. 2007 року він написав музику до фільму There Will Be Blood, першої з кількох спільних робіт з режисером Полом Томасом Андерсоном. 2018-го року він був номінований на премію «Оскар» за музику до «Примарної нитки» Андерсона. Повторно був номінований за музику до фільму «У руках пса» (2021) режисерки Джейн Кемпіон. Грінвуд також написав музику до «Щось не так з Кевіном» (2011) і «Тебе ніколи тут не було» (2017), режисерки Лінн Ремсі. Він неодноразово співпрацював з близькосхідними музикантами, в тому числі з ізраїльськими авторами пісень Шай Бен Цуром і Дуду Тассою.

## Ранні роки
Джонні Ґрінвуд народився 5 листопада 1971 року в Оксфорді, Англія. Його старший на два роки брат — басист Radiohead Колін Ґрінвуд. Його батько служив у Британській армії експертом зі знешкодження бомб. Сім'я Джонні має історичні зв'язки з Британською комуністичною партією та соціалістичним Товариством Фабіана.
Коли він був дитиною, сім‘я Ґрінвуда слухала невелику кількість касет у своїй машині, включаючи концерти Моцарта з валторною, мюзикли «Flower Drum Song» і «Моя чарівна леді», а також кавер-версії пісень Simon and Garfunkel. Коли касети не грали, Ґрінвуд прислухався до шуму двигуна і намагався пригадати кожну деталь музики. Старші брати і сестри Джонні познайомили його з рок-групами, такими як The Beat і New Order. Першим концертом, що відвідав Ґрінвуд, був концерт The Fall їхнього туру Frenz Experiment 1988 року, який йому видався «приголомшливим».
Першим інструментом Ґрінвуда була блокфлейта, подарована йому у віці чотирьох чи п'яти років. Він серйозно ставився до інструменту, грав на ньому в зрілому віці, а будучи підлітком віці грав музику барокову музику в ансамблі блокфлейт. Також Джонні грав на альті у молодіжному оркестрі Thames Vale.
У дитинстві Ґрінвуд проводив час, займаючись програмуванням, експериментуючи з BASIC і простим машинним кодом для створення комп'ютерних ігор

### On a Friday
Брати Ґрінвуд відвідували приватну школу для хлопчиків у Абінгдоні, де вони створили групу On a Friday зі співаком Томом Йорком, гітаристом Едом О'Браєном і барабанщиком Філіпом Селвеєм. Наймолодший учасник On a Friday, Джонні був на два шкільні роки нижче Йорка та Коліна та останнім, хто приєднався. Раніше Джонні Ґрінвуд грав у іншій групі Illiterate Hands, з Меттом Хоксвортом, Саймоном Ньютоном, Беном Кендріком, Найджелом Пауелом і братом Йорка — Енді Йорком.
В On a Friday Ґрінвуд спочатку грав на губній гармоніці та клавішних. Оскільки вони звільнили свого попереднього клавішника за надто голосну гру, Джонні провів свої перші місяці, граючи з вимкненою клавіатурою. Ніхто в гурті цього не зрозумів, і Йорк попросив його, аби він додав «цікавої текстури». За словами Ґрінвуда, «я приходив додому ввечері і вчився грати акорди, і обережно, протягом наступних кількох місяців, починав підключати клавішні». Зрештою він став головним гітаристом.

## Кар'єра

### 1991—1992: Pablo Honey та ранній успіх

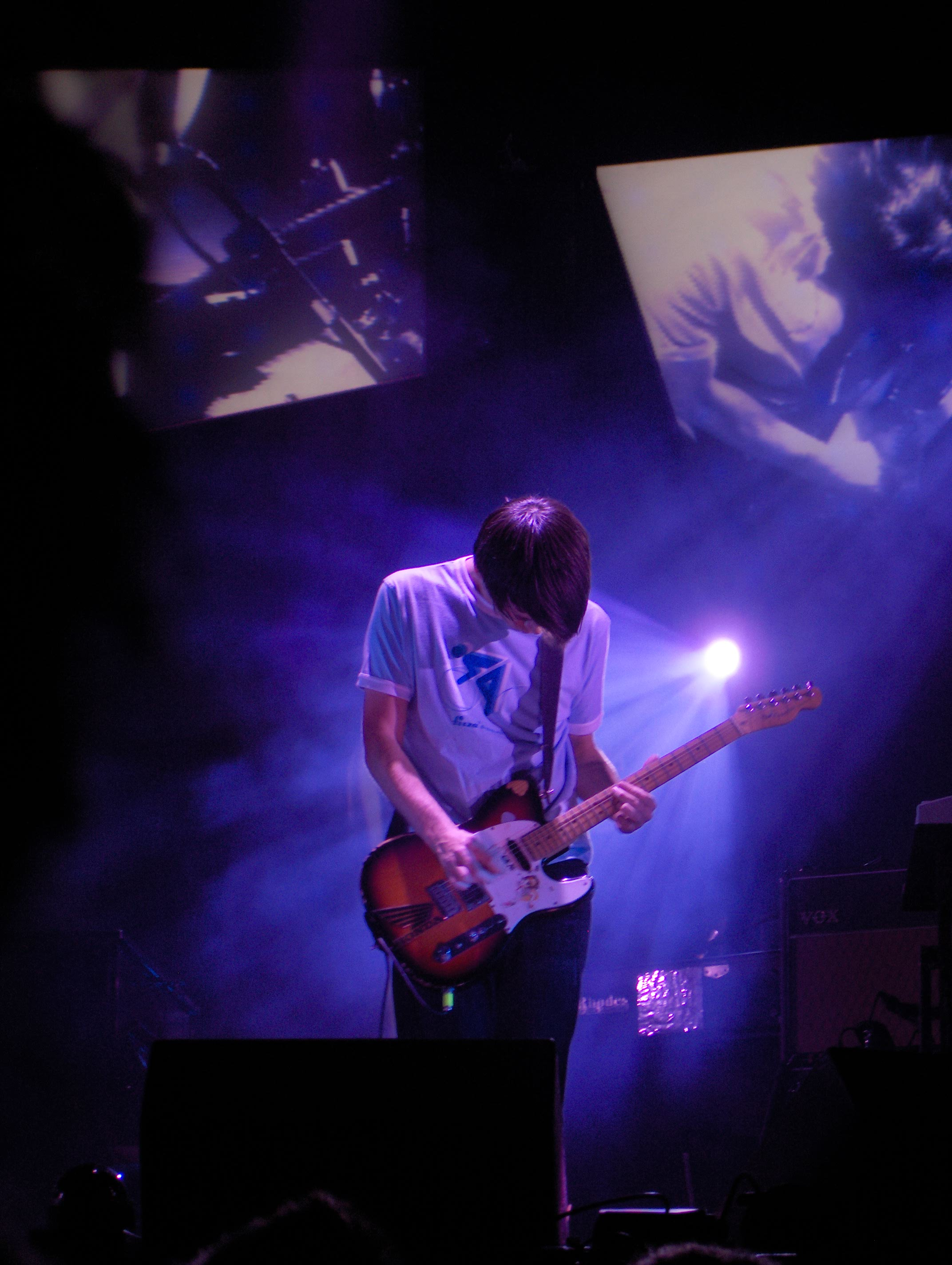
Ґрінвуд з Radiohead, 2006

Ґрінвуд вивчав музику на рівня A, включаючи Лютеранський хорал. 1991 року він три тижні навчався на факультеті музики та психології в Оксфордському Університеті Брукса, та коли On a Friday підписали контракт із EMI, він кинув навчання, а гурт змінив назву на Radiohead. Гурт досяг першого успіху з дебютним синглом «Creep» (1992). Згідно з Rolling Stone, «саме скрегітливі нойз-вибухи Ґрінвуда зробили Radiohead не просто ще одним нудним гуртом… Це був ранній показник його вирішальної ролі в просуванні його гурту вперед». Також того року Джонні зіграв на губній гармоніці у пісні Blind Mr. Jones «Crazy Jazz».

### 1995—1999: The Bends and OK Computer
Ґрінвуд написав свою першу партію струнних для композиції «My Iron Lung», яка увійшла до другого альбому Radiohead The Bends (1995). Під час туру з The Bends Джонні пошкодив слух і носив захисні навушники під час деяких виступів.
Третій альбом Radiohead, OK Computer (1997), досяг визнання, демонструючи гітарну роботу Ґрінвуда над таким треком, як «Paranoid Android». Для «Climbing up the Walls» Джонні написав партію для 16 струнних інструментів, натхненну польським композитором Кшиштофом Пендерецьким.
Для фільму «Velvet Goldmine» 1998 року Ґрінвуд створив гурт Venus in Furs разом із Йорком, Бернардом Батлером із Suede та Енді Мекеєм із Roxy Music. Спеціально для саундтреку були записані деякі кавер-версії пісень Roxy Music. Також Джонні зіграв на губній гармоніці в треках «Platform Blues» і «Billie» останнього альбому Pavement, Terror Twilight (1999).

### 2000: Kid A
Альбоми Radiohead Kid A (2000) і Amnesiac (2001) ознаменували драматичні зміни у звучанні, включивши вплив електроніки, класичної музики, джазу та краут-року. Ґрінвуд використовував модульний синтезатор, щоб побудувати ритм драм-машини на «Idioteque» і зіграв Хвилях Мартено на кількох треках.
Для «How to Disappear Completely» Ґрінвуд склав струнну секцію за допомогою мультиканальної гри на Хвилях Мартено. За словами продюсера Radiohead Найджела Ґодріча, коли струнні виконавці побачили партитуру Ґрінвуда, «вони просто розреготалися, тому що не могли виконати те, що він написав, тому що це було взагалі неможливо для них». Також у 2002 році Ґрінвуд взяв участь у записі гітари на альбомі Браяна Феррі «Frantic».

### 2003—2005: Bodysong та перша сольна робота
У 2003 році Ґрінвуд випустив свою першу сольну роботу — саундтрек до документального фільму Bodysong. Він включає в себе гітарну музику, джаз і класику. 2004 року Джонні і Йорк взяли участь у записі синглу «Do They Know It's Christmas?» у складі благодійного проєкту Band Aid 20, спродюсованого Ґодрічем.
Прем'єра першого твору Ґрінвуда для оркестру «Smear» відбулася в Лондонській симфонієті в березні 2004 року. У травні Джонні був призначений постійним композитором Концертного оркестру BBC, для якого він написав «Popcorn Superhet Receiver» (2005), який виграла Нагороду слухачів BBC Radio 3 на BBC British Composer Awards 2006. Твір був натхненний радіостатикою та складними, дисонансними кластерами тонів твору Пендерецького «Плач за жертвами Хіросіми» (1960).
У фільмі 2005 року «Гаррі Поттер і келих вогню» Ґрінвуд з'являється у складі чарівної рок-групи Weird Sisters з барабанщиком Radiohead Філіпом Селвеєм, учасниками Pulp Джарвісом Кокером і Стівом Маккі, виконавцем електроніки Джейсоном Бакле та Стівеном Клейдоном з гурту Add N to (X). На фестивалі Ether 2005 року Ґрінвуд і Йорк виконали «Arpeggi» з оркестром Лондонська симфонієта та Arab Orchestra of Nazareth. Цей трек пізніше вийшов з іншим аранжуванням на сьомому альбомі Radiohead, In Rainbows (2007), під новою назвою «Weird Fishes/Arpeggi».

### 2007: There Will Be Blood
Ґрінвуд написав музику до фільму «Нафта» режисера Пола Томаса Андерсона 2007 року. Саундтрек здобув нагороду Critics' Choice Awards і приз за найкращу музику до фільму Evening Standard British Film Awards за 2007 рік. Журнал Rolling Stone назвав «Нафту» найкращим фільмом десятиліття та описав оцінку як «звуковий вибух, який заново відкрив, якою могла б бути кіномузика». 2016 року кінокомпозитор Ганс Циммер розповів, що ця партитура була тією, яка найбільше «виділилася для нього» за останнє десятиліття, назвавши її «безрозсудно, шалено красивою».
Ґрінвуд був куратором альбому-компіляції треків у стилі регі «Jonny Greenwood Is the Controller», що його випустив лейбл Trojan Records у березні 2007 року. Також Ґрінвуд написав музику до скетч-шоу Адама Бакстона «Meebox» у 2008 році. Він брав участь у альбомі 2009 року Basof Mitraglim Le'Hakol ізраїльського рок-музиканта Дуду Тасаа.

### 2010—2013: Norwegian Wood та The King of Limbs
У лютому 2010 року Ґрінвуд представив нову композицію «Doghouse». Він писав твір у готелях і гримерках під час туру з Radiohead. Він розширив «Doghouse» до саундтреку японського фільму «Норвезький ліс», що вийшов пізніше того ж року. Джонні грав на гітарі в альбомі Браяна Феррі «Olympia» 2010 року. 2011 року Ґрінвуд і Йорк співпрацювали з репером MF Doom над треком «Retarded Fren».
Восьмий альбом Radiohead, The King of Limbs (2011), був записаний за допомогою програмного забезпечення-семплера, написаного Ґрінвудом. 2011 року Джонні записав музику до фільму «Щось не так з Кевіном» режисерки Лінн Ремсі з використанням різних інструментів, зокрема арфи з дротовими струнами. 2012 року він написав музику до фільму Андерсона «Майстер». У березні того ж року Джонні Ґрінвуд і польський композитор Кшиштоф Пендерецький (один із найбільших кумирів Ґрінвуда), випустили альбом, який містив композиції Пендерецького 1960-х років: Polymorphia і Threnody for the Victims of Hiroshima, та Ґрінвуда: «Popcorn Superhet Receiver» і «48 Responses to Polymorphia».
Того ж року Ґрінвуд погодився на тримісячну співпрацю з Австралійським камерним оркестром у Сіднеї та написав новий твір «Water». Також Джонні, Йорк та інші музиканти написали музику для «The UK Gold» — документального фільму 2013 року про ухилення від сплати податків у Великобританії. Саундтрек вийшов безплатно в лютому 2015 року через онлайн-аудіоплатформу SoundCloud.

### 2014—2016: Inherent Vice, Junun та A Moon Shaped Pool

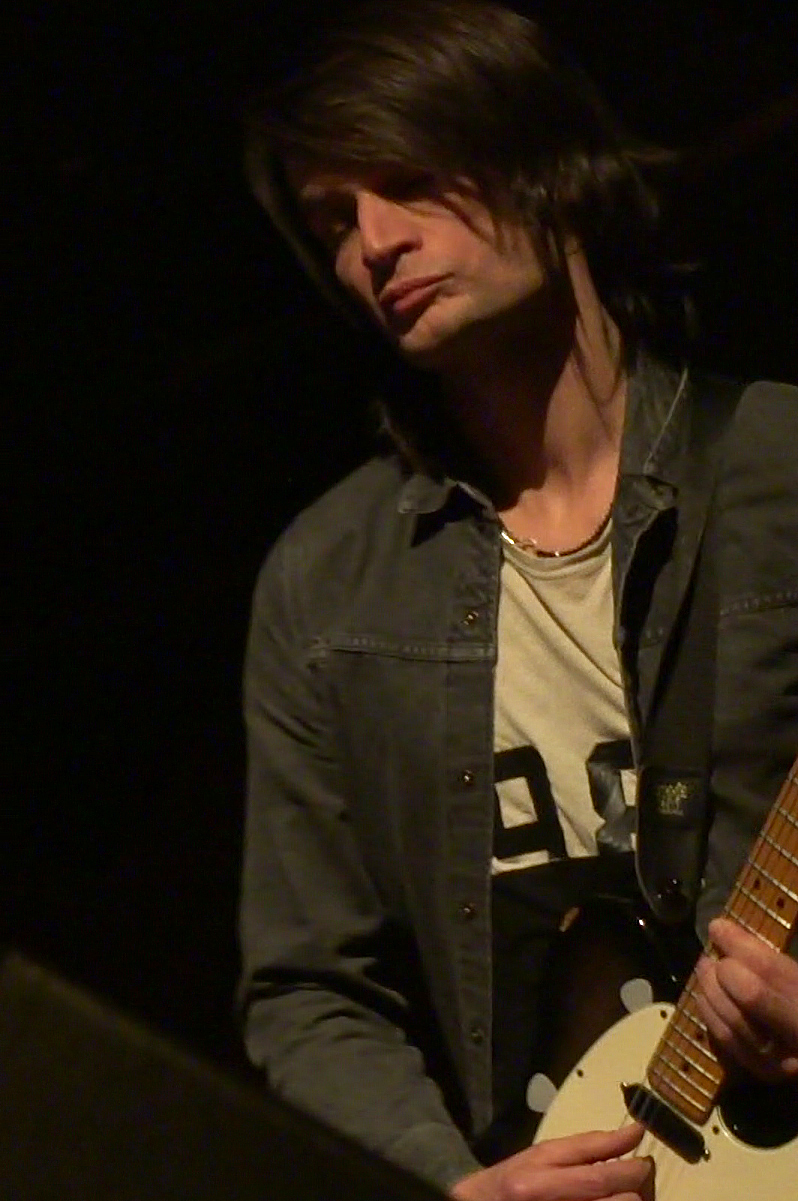
Джонні на концерті з Лондонським сучасним оркестром, 2015

Ґрінвуд написав саундтрек до фільму Пола Томаса Андерсона «Вроджена вада» (2014). Він містить нову версію неопублікованої пісні Radiohead «Spooks», яку виконують Джонні і двоє учасників Supergrass. 2014 року Ґрінвуд виступав з Лондонським сучасним оркестром, виконуючи фрагменти своїх саундтреків разом із новими композиціями.
Того ж року Ґрінвуд виступає з ізраїльським композитором Шай Бен Цуром та його групою. Джонні описав музику Цура як «досить святкову, більше схожу на госпел, ніж на будь-що інше, за винятком того, що вся вона виконана під супровід індійських фісгармоній та перкусії». Він повідомив, що гратиме «допоміжну», а не «солюючу» роль.
У 2015 році Ґрінвуд, Цур і Ґодріч записали альбом Junun з індійськими музикантами у форті Мехрангарх у індійському Раджастхані. Джонні наполягав на тому, щоб вони наймали лише музикантів з Раджастхану і використовували лише струнні інструменти, що походять з цього регіону. Бен Цур написав пісні, а Ґрінвуд долучився до написання гітари, бас-гітари, клавішних, Хвиль Мартено і програмування. У той час як західна музика базується на гармоніях і акордових прогресіях, Ґрінвуд хотів використовувати акорди економно, і замість цього писати, використовуючи північноіндійські раґи. Джонні і Найджел сказали, що хотіли уникнути «одержимості» високою точністю у записі етнічної музики, і натомість сподівалися відобразити «бруд» і «грубість» музики в Індії. Запис є предметом однойменного документального фільму «Junun» 2015 року, знятого Полом Томасом Андерсоном.
Ґрінвуд брав участь у створенні струнних оркестровок для альбомів Френка Оушена 2016 року «Endless» та «Blonde». Дев'ятий альбом Radiohead, A Moon Shaped Pool, вийшов у травні 2016 року, в нього увійшли струнні та хоровий вокал у аранжуванні Джонні та у виконанні Лондонського Сучасного Оркестру. Разом з Бен Цуром та індійським ансамблем Ґрінвуд грав на розігріві туру Radiohead 2018 року Moon Shaped Pool з проєктом Junun.

### 2017—2020: Phantom Thread та The Power of the Dog

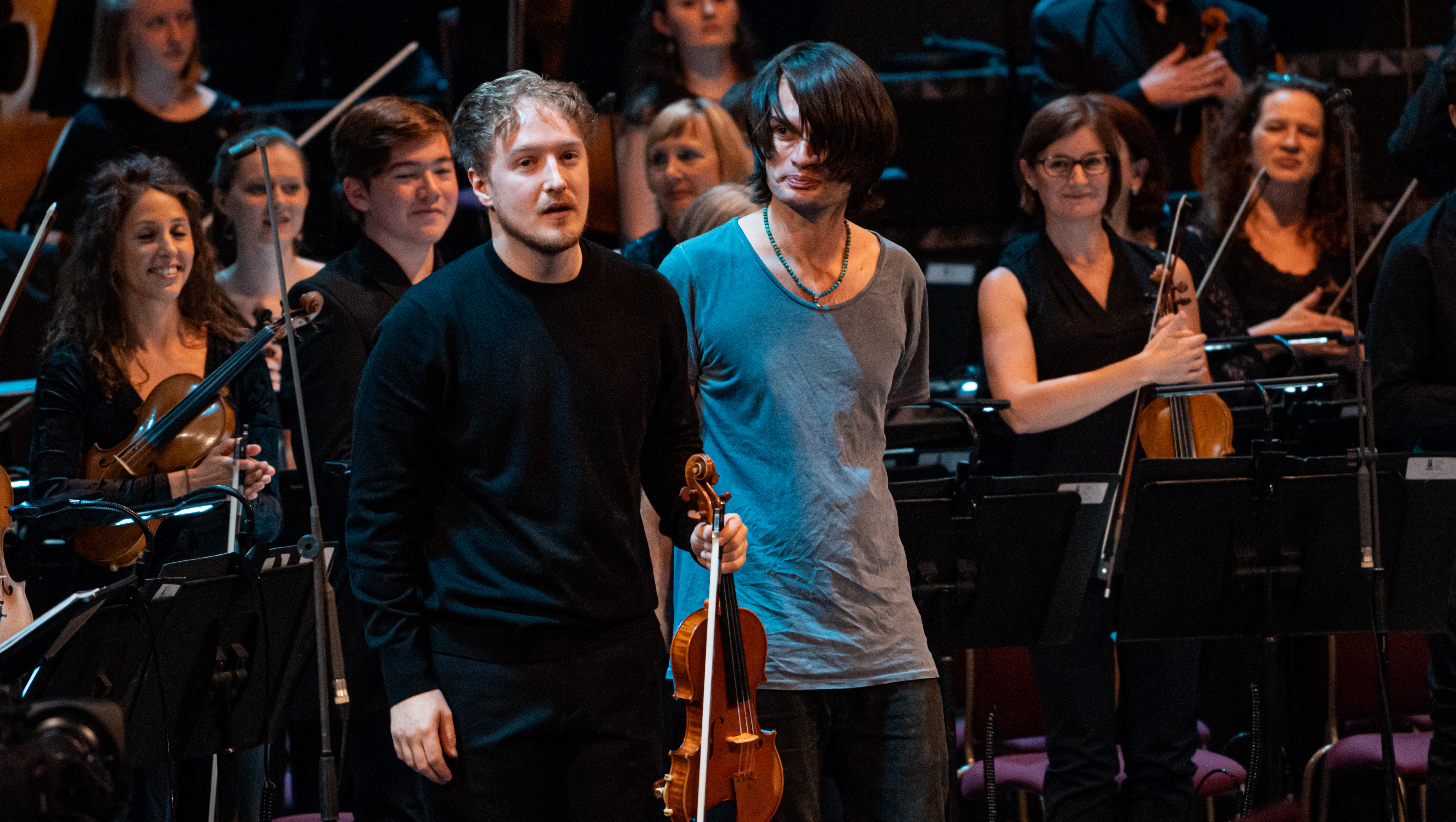
Ґрінвуд, Лондон, 2019

Ґрінвуд написав музику до фільму Андерсона «Примарна нитка» 2017 року. Фільм був номінований на Премію «Оскар» за найкращу музику до фільму і приніс композитору шосту нагороду Айвор Новелло. Того ж року він возз'єднався з Ремсі, щоб написати музику до її фільму «Тебе ніколи тут не було». 2019 року на BBC Proms у Лондоні Ґрінвуд дебютував зі своєю композицією «Horror Vacui» для скрипки соло та 68 струнних інструментів.
У березні 2019 року Radiohead були включені до Зали слави рок-н-ролу. Ґрінвуд не був присутній на заході; за рік до того, як Radiohead були включені в номінацію, він сказав в інтерв'ю Rolling Stone: «Мені все одно. Можливо, це культурна річ, яку я дійсно не розумію … У будь-якому випадку, це досить самоповажна професія. І все, що посилює це, просто змушує мене почуватися ще більш незручно».
У вересні 2019 року Джонні заснував лейбл звукозапису Octatonic Records для випуску сучасної класичної музики у виконанні солістів та невеликих груп. Він заснував лейбл, щоб записувати музикантів, з якими познайомився як кінокомпозитор. 2021 року він висловив невпевненість щодо випуску наступних альбомів Octatonic, оскільки вийшли два релізи і «здавалося, що вони ні з ким не пов'язані».
Для саундтреку до фільму «У руках пса» (2021) Ґрінвуд зіграв на віолончелі в стилі банджо і записав п'єсу для піаноли, керованої за допомогою програмного забезпечення Max. Саундтрек приніс Ґрінвуду другу номінацію на премію «Оскар» за найкращий оригінальний саундтрек. Для саундтреку до фільму «Спенсер: Таємниця принцеси Діани» (2021) Джонні поєднав музику бароко і джаз, зіставивши «жорсткий» і «барвистий» стилі. Він також долучився до створення музичних реплік до фільму «Локрична піца», що вийшов у прокат у 2021 році.

### 2021—дотепер: The Smile та Jarak Qaribak

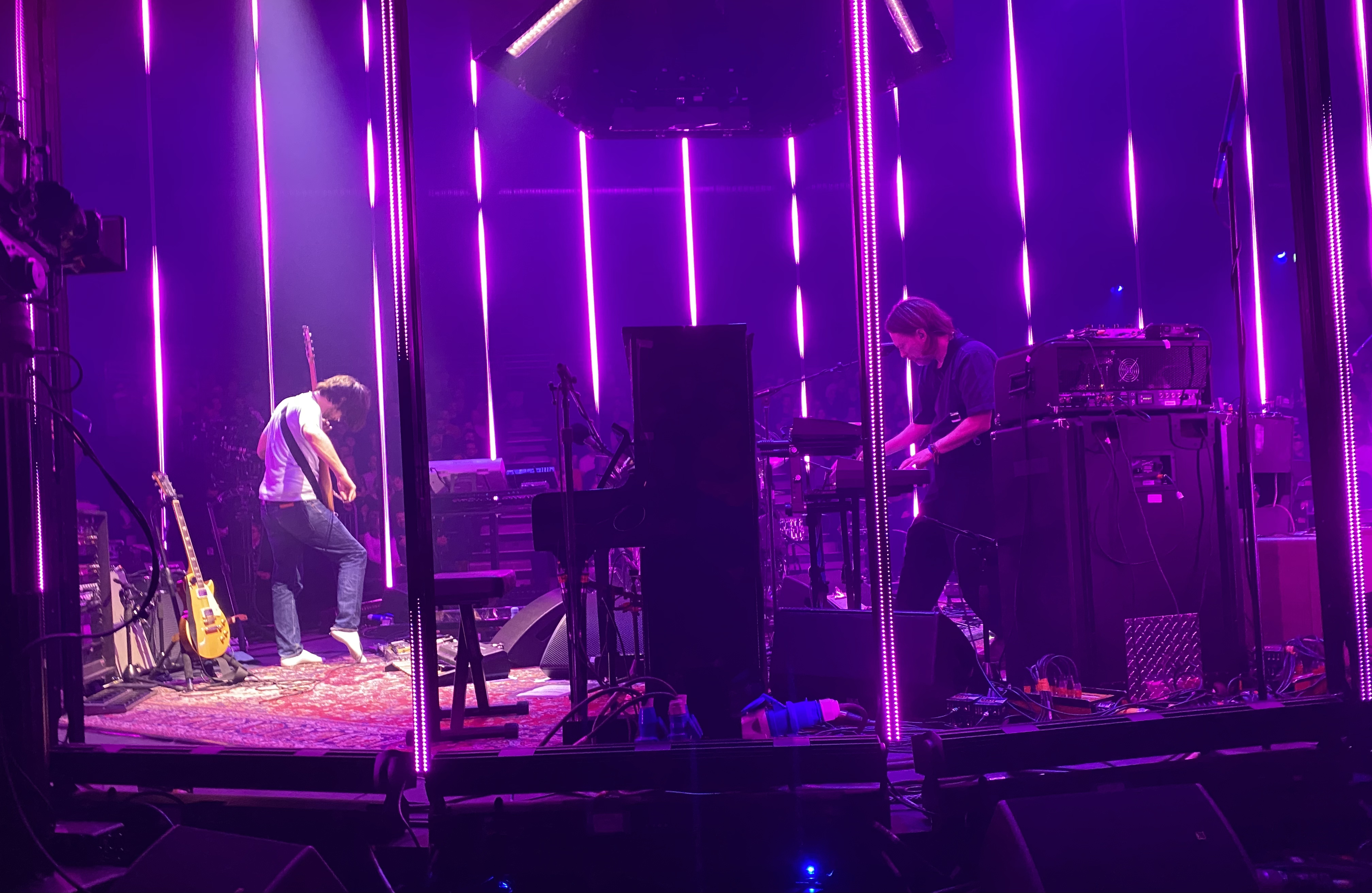
Ґрінвуд з The Smile, 2022

У 2021 році Ґрінвуд дебютував з новим гуртом The Smile разом із Йорком та джазовим барабанщиком Томом Скіннером. Джонні розповів, що цей проєкт став для нього та Йорка способом попрацювати разом під час карантину, спричиненого COVID-19. The Smile несподівано дебютували під час виступу, який транслювався на фестивалі Ґластонбері 22 травня, де Ґрінвуд грав на гітарі та бас-гітарі.
Критик The Guardian Алексіс Петрідіс сказав, що The Smile «звучать як одночасно більш скелетна і вузлувата версія Radiohead», досліджуючи прогресивніші рок-впливи з незвичайними розмірами, складними рифами і «жорсткою» моторик-психоделією. У травні 2022 року The Smile випустили свій дебютний альбом A Light for Attracting Attention і розпочали міжнародний тур.
Ґрінвуд і Йорк написали музику до шостого сезону телевізійної драми «Гострі картузи», яка вийшла на екрани у 2022 році.
9 червня 2023 року Ґрінвуд та ізраїльський музикант Дуду Тасса випустили альбом близькосхідних пісень про кохання Jarak Qaribak, продюсерами якого виступили Ґрінвуд і Тасса, а зведенням займався — Ґодріч. У ньому взяли участь кілька музикантів з Близького Сходу; Джонні розповів, що вони з Тасса «намагалися уявити, що б робили Kraftwerk, якби опинилися в Каїрі в 1970-х роках». Ґрінвуд відкинув будь-які наміри підіймати питання політичного характеру в цьому альбомі, заявивши «Я розумію, що як тільки ви робите щось у цій частині світу, це стає політичним … можливо, особливо, якщо це мистецтво». Ґрінвуд написав і продиригував струнними для пісні гурту The Pretenders «I Think About You Daily», що вийшла в червні 2023 року.
У травні 2024 року на фестивалі в Норфолку та Норвічі відбулася прем'єра написаної бурдонної композиції Ґрінвуда для церковного органу «X Years of Reverb», де X — це вік будівлі, в якій вона виконується. Композиція триває вісім годин і була виконана органістами Джеймсом Маквінні та Елізою Маккарті, які грали позмінно, використовуючи секундоміри. Ґрінвуд написав її після того, як долучився до благодійної діяльності з ремонту церков, пошкоджених землетрусом поблизу його будинку в Марке, Італія.
25 травня Ґрінвуд приєднався до протестів в Ізраїлі, закликаючи до нових виборів і звільнення заручників, яких утримує Хамас у Газі. Наступного дня він і Тасса виконали пісні з альбому Jarak Garibak у Тель-Авіві. Виступ був розкритикований пропалестинськими активістами; Палестинська кампанія за академічний і культурний бойкот Ізраїлю закликала до «мирного, творчого тиску на його гурт Radiohead, щоб вона переконливо дистанціювалася від цієї кричущої співучасті у злочині злочинів, або зіткнулася з низовими заходами». 4 червня Ґрінвуд відповів на критику і написав у заяві, що ізраїльських артистів не можна змушувати мовчати. Він описав проєкт як гурт близькосхідних музикантів, які «працюють разом через кордони», і не згадав про військові зусилля Ізраїлю.
У липні The Smile скасували свій майбутній європейський тур після того, як Джонні був тимчасово госпіталізований з серйозною інфекцією. У своїй заяві The Smile повідомили, що Ґрінвуд отримував невідкладну допомогу у відділенні інтенсивної терапії, але зараз він «поза небезпекою».

## Музичний стиль

### Гітара

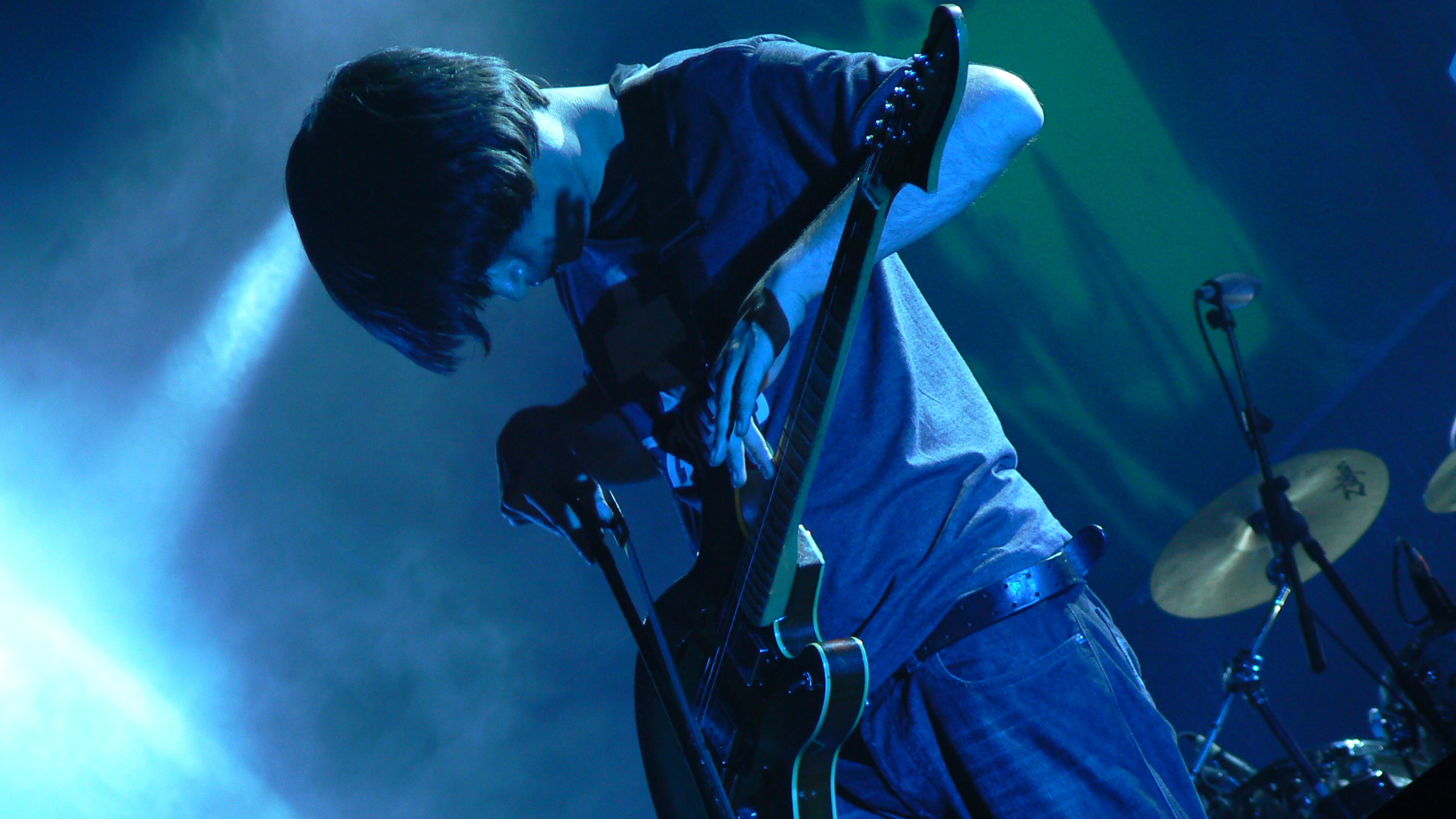
Джонні грає смичком на гітарі

Ґрінвуд — головний гітарист Radiohead, відомий своїм агресивним стилем гри; у 1990-х роках він отримав повторювану стресову травму, що призвело до необхідності носіння бандажа на правій руці, який він порівнював із «заклеюванням пальців перед боксерським поєдинком». Для більшості пісень Radiohead Джонні довгий час використовував Fender Telecaster Plus, модель Telecaster, яка використовує звукознімачі Lace Sensor. За словами Far Out, Ґрінвуд використовував «потужність і нестабільність» Telecaster для створення «пробивного» звуку, який допоміг виділити Radiohead у 1990-х роках.
На більш м'яких треках, таких як «Subterranean Homesick Alien» і «Let Down» з OK Computer і «You And Whose Army?» з Amnesiac, Ґрінвуд грає на Fender Starcaster. Для сольних виступів і роботи з The Smile він використовує Gibson Les Paul. На бас-гітарі він грає на Fender Precision Bass, використовуючи агресивний стиль гри. Іноді він грає зі скрипковим смичком. Джонні сказав, що йому не подобається репутація гітар як щось, чим можна «захоплюватися або поклонятися», і натомість розглядає їх як інструмент по типу друкарської машинки чи пилососа.
Ґрінвуд часто використовує педалі ефектів, наприклад, педаль дисторшн Marshall ShredMaster, яка використовувалася в багатьох піснях Radiohead 90-х. Для рифу «My Iron Lung» він використовує педаль DigiTech Whammy, щоб змінити висоту тона на одну октаву, створюючи «глючний, lo-fi» звук. У «Identikit» та кількох піснях The Smile Ґрінвуд використовує ефект дилею для створення «кутових» синхронізованих повторів. Його основними підсилювачами є Vox AC30 та Fender 85.
У 2010 році NME назвав Ґрінвуда одним з найвидатніших живих гітаристів сьогодення. 2010 року він посів сьому сходинку найкращих гітаристів усіх часів за результатами опитування понад 30 000 слухачів BBC 6 Music. 2011 року Rolling Stone поставив Ґрінвуда на 48-е місце серед найкращих гітаристів усіх часів, а 2012 року Spin — на 29-е місце. 2022 року гітарне соло Джонні для пісні «Paranoid Android» посіло 46 місце за версією Guitar World. «Paranoid Android», «Just» і «The Bends» увійшли до списку найкращих гітарних соло за версією NME 2012 року.

### Хвилі Мартено

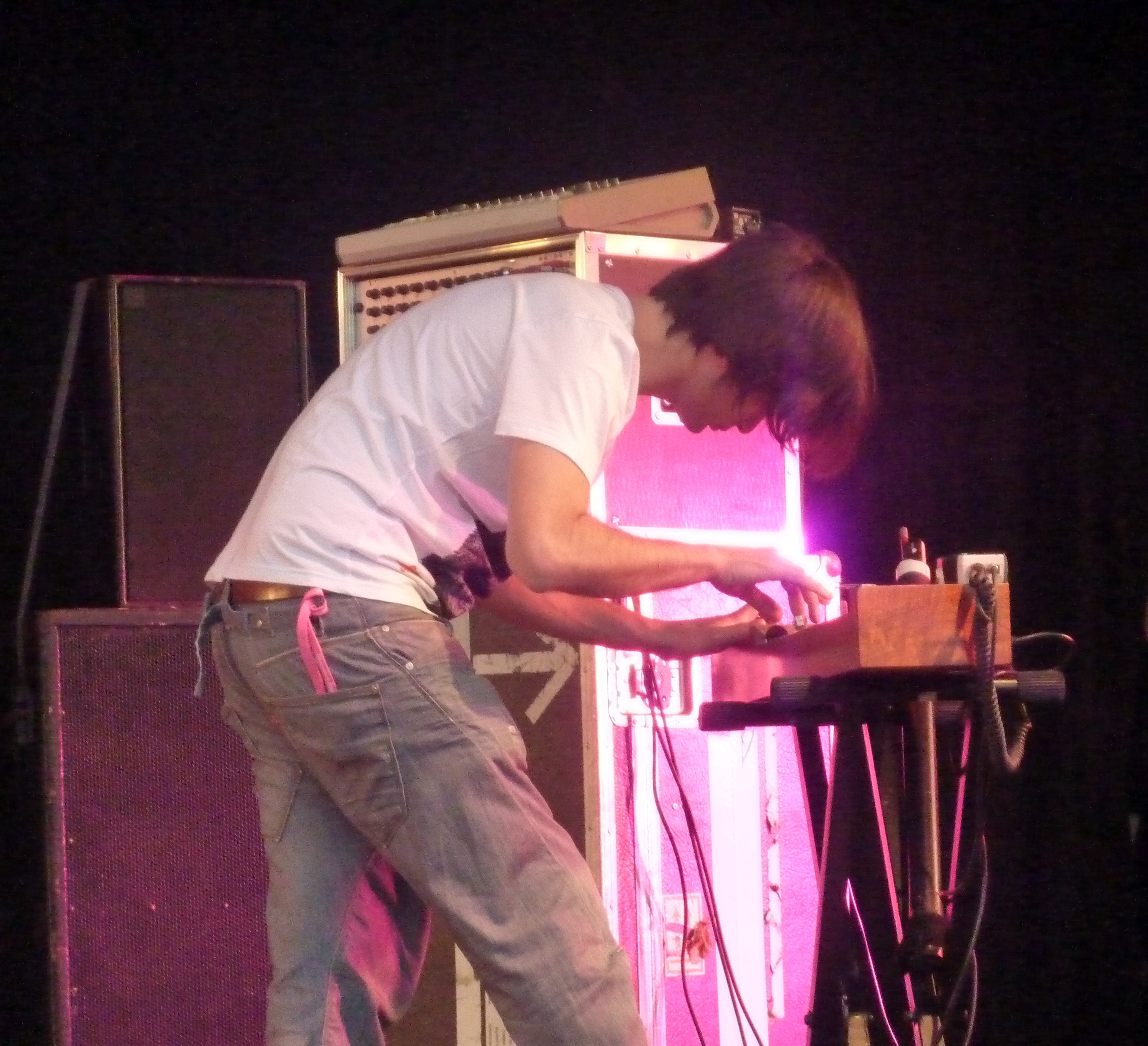
Ґрінвуд грає на Хвилях Мартено у 2010 році

Ґрінвуд — один із найвідоміших музикантів, хто використовує Хвилі Мартено — ранній електронний інструмент, на якому грають, рухаючи кільце по дроту, створюючи звуки, схожі на терменвокс. Він вперше використав його в альбомі Radiohead Kid A 2000 року, він з'являється в піснях гурту, включаючи «The National Anthem», «How to Disappear Completely» і «Where I End and You Begin».
Ґрінвуд зацікавився Хвилями Мартено у 15 років, коли почув «Симфонію Турангаліла» Олів'є Мессіана.Оскільки виробництво інструментів припинилося в 1988 році, Джонні створив копію, щоб взяти її в турне з Radiohead в 2001 році, побоюючись пошкодити свою оригінальну модель.

### Інші інструменти
Також Ґрінвуд грає на фортепіано, синтезаторі, альті, глокеншпілі, губній гармоніці, органі, банджо і арфі. Він сказав, що йому подобається «змагатися з інструментами, на яких я не вмію грати», і що йому подобається грати на глокеншпілі з Radiohead так само, як і на гітарі.
Джонні створив ритм для «Idioteque» (з Kid A) за допомогою модульного синтезатора, а чотири акорди синтезаторної фрази пісні семплював з «mild und leise» — комп'ютерного музичного твору Пола Ланскі. Також він використовує Kaoss Pad для маніпуляцій з вокалом Йорка під час виконання пісні з Kid A «Everything in its Right Place». 2014 року Грінвуд писав про своє захоплення індійськими інструментами, зокрема тамбурою, яка, на його думку, створює унікальні складні «стіни» звуків.
Ґрінвуд використовує «саморобну звукову машину», що складається з маленьких молоточків, які б'ють по різних предметах, включаючи коробки з-під йогурту, діжечки, дзвіночки і тамбурини. Також він використовував телевізор і транзисторний радіопрогравач для прийняття сигналу/шуму в піснях «Climbing Up the Walls» (з альбому OK Computer) і «The National Anthem» (з альбому Kid A).

### Програмне забезпечення
За рекомендацією продюсера Radiohead Найджела Ґодріча, Ґрінвуд почав використовувати мову музичного програмування Max. Він розповідав: «Я повинен був відновити правильний зв'язок з комп'ютерами… Мені не потрібно було використовувати чиїсь ідеї про те, що повинен робити дилей, реверберація або секвенсор, я міг почати з нуля і мислити в термінах звуку і математики. Це було наче зійти з рейок». Приклади використання Ґрінвудом Max включають оброблене фортепіано на треку з A Moon Shaped Pool «Glass Eyes» і його фірмовий гітарний ефект «затинання», використаний на таких треках, як сингл 2003 року «Go to Sleep». Він використовував Max для написання програмного забезпечення для семплювання, яке було використано при створенні восьмого альбому Radiohead The King of Limbs.

### Написання пісень
—Ґрінвуд про свою любов до класичної та рок-музики (2010)
Серед основних пісень, написаних Ґрінвудом для Radiohead, — «Just» (яку Йорк описав як «змагання між мною і Джонні, щоб вписати в пісню якомога більше акордів»); «My Iron Lung», написана у співавторстві з Йорком з альбому The Bends (1995); «The Tourist» та «rain down»-бридж «Paranoid Android» з OK Computer (1997); вокальна мелодія «Kid A» з Kid A (2000); та гітарна мелодія «A Wolf At The Door» з Hail To The Thief (2003), чия «солодкість» надихнула Йорка на виконання «сердитого» тексту пісні. The New York Times описало Джонні як «хлопця, який може взяти абстрактну ідею Тома Йорка і заволодіти інструментами, необхідними для її втілення в реальному світі». Ґрінвуд так описав свою роль як аранжувальника: «Справа не в тому, чи можу я зараз зіграти свою гітарну партію, це більше … Що найкраще підійде для цієї пісні? Як нам не зіпсувати цю дійсно хорошу пісню? Частково проблема в тому, що Том сяде за піаніно і зіграє пісню на кшталт 'Pyramid Song', а ми будемо її записувати, і як нам не зробити її гірше, як нам зробити її кращою, ніж він просто зіграє її сам, що вже зазвичай звучить досить добре».
Для своїх саундтреків до фільмів Ґрінвуд намагається використовувати інструменти, що відповідають періоду, в якому відбувається дія фільму. Наприклад, саундтрек до фільму «Норвезький ліс» він зіграв на японській гітарі з нейлоновими струнами 1960-х років і записав його за допомогою старовинної домашньої звукозаписувальної апаратури, намагаючись створити запис, який міг би зробити один з персонажів.
Ґрінвуд використовує незвичну нотацію для своїх партитур, щоб передати такі складні моменти, як мікротональність чи імпровізація. Його п'єса «X Years of Reverb» вимагає від органістів грати за секундоміром. Для «48 Responses to Polymorphia» він поклав дубовий лист на нотний стан і написав партію, використовуючи жилки.

### Впливи
Ґрінвуд захоплюється альтернативними рок-гуртами Pavement, Pixies і Sonic Youth. За словами Джонні, гітаристом, який найбільше вплинув на нього, був Джон Макгіч з Magazine, чиї пісні «багато в чому визначають те, що роблять [Radiohead]». Він відхилив пропозицію замінити Макгіча, який помер у 2004 році, під час возз'єднавчого туру Magazine 2009 року. За словами менеджера Radiohead Адама Бакстона, Джонні був «пригнічений» і занадто сором'язливий, щоб прийняти цю роль.
Ґрінвуд вперше почув «Симфонію Турангаліла» Олів'є Мессіана у віці 15 років і став «безмежно одержимий нею». Мессіан був «першим знайомством» Ґрінвуда з класичною музикою, і він досі впливає на нього, — розповідає Джонніін: «Він був ще живий, коли мені було 15, і з якоїсь причини я відчував, що можу прирівняти його до інших моїх улюблених гуртів — не було ніякої великої посмертної репутації, яка б мене відлякувала. Тож я все ще дуже люблю писати речі в тих же режимах обмеженої транспозиції, які використовував він».
Ґрінвуд є шанувальником польського композитора Кшиштофа Пендерецького, і назвав концерт його музики на початку 90-х «досвідом перетворення». Він також є шанувальником композиторів Дьордя Лігеті, Анрі Дютійо та Стіва Райха. Він виконав гітарну композицію 1987 року «Electric Counterpoint» і записав цю версію для альбому Райха 2014 року «Radio Rewrite». Також Ґрінвуд згадував про вплив джазової музикантки Еліс Колтрейн.
Ґрінвуд познайомився з близькосхідною музикою через родину своєї дружини. Він говорив, що особливо захоплювався текстурами та складністю ритмів у піснях, таких як пісні Абдель Халіма Хафеза, які він намагався наслідувати. Він також говорив, що йому подобається їхня ритмічна неоднозначність, коли важко сказати, де перший такт.

### Особисте життя
Ґрінвуд одружений з ізраїльською художницею Шароною Катан, з якою він познайомився в 1993 році під час виступу Radiohead в Ізраїлі. Її роботи (під псевдонімом Шин Катан) з'являються на обкладинках Junun та кількох саундтреків Ґрінвуда. 2002 року народився їхній перший син Тамір; йому був присвячений альбом Radiohead 2003 року Hail to the Thief. Їх донька Омрі народилася у 2005 році, а другий син Зоар народився в лютому 2008 року. Катан казала, що вважає свою сім'ю єврейською: «Наші діти виховуються як євреї, у нас в будинку є мезуза, ми іноді влаштовуємо шабатні обіди, святкуємо єврейські свята. Діти не їдять свинину. Для мене важливо зберегти ці традиції». Племінник Ґрінвуда служив в Армії оборони Ізраїлю і загинув на війні між Ізраїлем і Хамасом.
У лютому 2021 року Ґрінвуд з'явився у програмі BBC Radio 4 «Saturday Live», де його обраними «треками у спадок» стали «Sweetheart Contract» гурту Magazine та «Brotherhood of Man» Оскара Пітерсона і Кларка Террі. Джонні є червоно-зеленим дальтоніком. З 2015 року Ґрінвуд живе на фермі в регіоні Марке, в Італії. У квітні 2023 року він почав продавати власну оливкову олію в інтернет-магазині Radiohead.

## Дискографія

### Спільні роботи
- Threnody For The Victims Of Hiroshima / Popcorn Superhet Receiver / Polymorphia / 48 Responses To Polymorphia (виконано Aukso Orchestra, диригент — Кшиштоф Пендерецький)  — 13 березня 2012
- Junun (спільно з Shye Ben Tzur та Rajasthan Express)  — 20 листопада 2015
- Jarak Qaribak (спільно з Dudu Tassa)  — 9 червня 2023

### Збірки
- Jonny Greenwood Is the Controller (різні виконавці)  — 6 березня 2007

### Міні-альбом
- Octatonic Volume 2: Industry Water (спільно з Майклом Гордоном)  — 24 вересня 2019

### Як запрошений музикант
- 1992 — Blind Mr. Jones, «Crazy Jazz» — гармоніка
- 1999 — Pavement, «Terror Twilight» — гармоніка на «Platform Blues» і «Billie»
- 2002 — Браян Феррі, «Frantic» — гітара
- 2009 — Dudu Tassa, «asof Mitraglim Le'Hakol»
- 2010 — Браян Феррі, «Olympia» — гітара
- 2016 — Френк Оушен, «Endless» — аранжування струнних
- 2016 — Френк Оушен, «Blonde» — аранжування струнних
- 2021 — «Локрична піца» — музичний супервайзер

### Саундтреки
- Bodysong  — 23 жовтня 2003
- There Will Be Blood  — 17 грудня 2007
- Норвезький ліс  — 10 грудня 2010
- The Master  — 10 вересня 2012
- Вроджена вада  — 15 грудня 2014
- Примарна нитка — 25 грудня 2017
- Тебе ніколи тут не було  — 9 вересня 2018
- Спенсер: Таємниця принцеси Діани  — 12 листопада 2021
- У руках пса  — 17 листопада 2021
- Одна битва за іншою — 8 серпня 2025
- Наречена — 26 вересня 2025

### Концертні твори
- 2004 — smear for two ondes Martenots and chamber ensemble of nine players
- 2004 — Piano for Children for piano and orchestra
- 2005 — Popcorn Superhet Receiver for string orchestra
- 2007 — There Will Be Blood live film version
- 2010 — Doghouse for string trio and orchestra
- 2011 — Suite from 'Noruwei no Mori' (Norwegian Wood) for orchestra
- 2011 — 48 Responses to Polymorphia for 48 solo strings, all doubling optional pacay bean shakers
- 2012 — Suite from 'There Will Be Blood' for string orchestra
- 2014 — Water for two flutes, upright piano, chamber organ, two tanpura & string orchestra
- 2015 — 88 (No 1) for solo piano
- 2018 — Three Miniatures from 'Water' for violin, piano, 2 tampuras, and cello/bass drone
- 2019 — Horror vacui for solo violin and 68 strings
- 2024 — X Years of Reverb for organ